# Borden Classic 1982
Il Borden Classic 1982 è stato un torneo di tennis giocato sul cemento. È stata la 9ª edizione del torneo, che fa parte del WTA Tour 1982. Si è giocato a Tokyo in Giappone, dall'11 al 17 ottobre 1982.

## Campionesse

### Singolare
Lisa Bonder-Kreiss ha battuto in finale  Shelley Solomon 2-6, 6-0, 6-3

### Doppio
Naoko Satō /  Brenda Remilton-Ward hanno battuto in finale  Laura duPont /  Barbara Jordan 2-6, 6-3, 6-3